# Димитрій I
Димитрій I (в миру Дімітріос Пападопулос; 8 вересня 1914, Стамбул, Османська імперія — 2 жовтня 1991) — 269-й Вселенський Патріарх Константинополя з 16 липня 1972 року до своєї смерті 2 жовтня 1991 року. До обрання патріархом служив 5 місяців митрополитом острова Імброс. Димитрій I зустрів папу римського Івана Павла II в Стамбулі 30 листопада 1979 року, а потім у Ватикані 7 грудня 1987 року. Був турецьким громадянином, народився і помер у Константинополі (Стамбулі) у 77-річному віці й вважався помірковано ліберальним богословом.

## Життєпис
Після навчання у французькому ліцеї в районі Галати в Стамбулі, вступив у духовну семінарію Святої Трійці у монастирі на острові Гейбелі в Мармуровому морі. 1942 року висвячений на священника та декілька років служив керівником приходу в північній Греції. Пізніше був призначений священником для малої турецької громади в Тегерані, Іран.
У 1964 році возведений у сан єпископа та 15 лютого 1972 року його призначили митрополитом Імвроса (тур. Gökçeada) і Тенедоса (тур. Bozcaada) — двох турецьких островів в Егейському морі, що раніше були грецькими та надалі заселені греками (у 1975 році на Імвросі мешкало 1540 греків, 2000 року їх чисельність зменшилась до 254).
16 липня 1972 року в Стамбулі священний синод східної православної церкви вибрав митрополита Димитрія вселенським патріархом, заміщаючи Афінагора I. До обрання він вважався найменш ймовірним серед трьох кандидатів на святий престол. Але Димитрій отримав 12 з 15 можливих голосів священного синоду Константинопольської православної церкви, який діє таким ж чином, як римський колегіум кардиналів. Турецький уряд грав важливу роль у триденних виборах, відмовляючись дозволити внести в балотування двох найвидатніших кандидатів — митрополита Мелітона, голову священного синоду й архиєпископа Північної Америки Якова (Іаковоса).
1987 року відвідав СРСР (в тому числі Львів), зустрічаючись з двома архієреями, включаючи патріарха Пімена, голову РПЦ.
На порозі ювілею 1000-ліття Хрещення Pyci, на запрошення Московської патріархії, прибув з візитом до СРСР.
24 серпня приїхав з Ленінграда до Львова. Високого гостя супроводжували архіпастирі Російської православної церкви: Володимир, архієпископ Псковський і Порховський та Макарій, архієпископ Івано-Франківський і Коломийський. В аеропорту Патріарха зустрічали високопреосвященний Філарет, митрополит Київський та Галицький, Патріарший Екзарх всієї України; високопреосвященний Никодим, митрополит Львівський та Тернопільський, намісник Почаївської лаври архімандрит Марк. В цей же день Константинопольський Патріарх Димитрій I відвідав Львівський кафедральний собор.
25 серпня Святійший Патріарх і його супутники відвідали Свято-Успенську Почаївську лавру. Після поклоніння святиням Почаївської Лаври Патріарх Димитрій I i супутники його вирушили до Львова. По дорозі вони відвідали Петропавлівську церкву села Йосипівка Буського району.
У Львові Патріарх і його супутники відвідали Успенську церкву, в якій 400 років тому (1587) був Константинопольський Патріарх Єремія II. 26 серпня відбув зі Львова до Тбілісі.
Візит до СРСР був першим зі сторони константинопольського патріарха на східнослов'янські землі з 1654 року. Патріарх Димитрій також відвідав православних лідерів в Греції, Югославії, Румунії, Польщі та Болгарії. Він зустрів папу Івана Павла II в Ватикані і брав участь у зустрічах з Світовою радою церков у Женеві та з англіканським архієпископом Кентербері в Лондоні.
1989 року з ініціативи Димитрія І започаткований Всесвітній екологічний день Творця — християнське екологічне свято, день молитви та відповідальності за створений Богом світ.
1990 року став першим вселенським патріархом, який відвідав західну півкулю, коли він голувував на конгресі церковних і світських лідерів в Вашингтоні. Група рекомендувала щоби церква дозволила одруженим священикам ставати єпископами. Патріарх Димитрій спонукав до єдності розділені православні церковні групи в США.
Помер 2 жовтня 1991 року у відділі інтенсивної терапії американської лікарні ім. адмірала Брістоля в Стамбулі, де він був пацієнтом після інфаркту серця 30 вересня 1991 року. Лікар Франк Турнаоглу, який відповідав за патріарха, говорив, що патріарх зазнав другого інфаркту серця, перейшов у стан шоку та помер від зупинки роботи серця.